# Asian Highway 1
Der Asian Highway 1 (AH1) (englisch für „Asiatische Fernstraße 1“) ist die längste Verbindung im Asiatischen Fernstraßen-Projekt. Mit einer projektierten Länge von 20.557 km führt die Straße von Tokio (Japan) über Korea, die Volksrepublik China, Südostasien, Indien, Iran bis über den Bosporus (Türkei).
Ähnlich den Europastraßen werden existierende Strecken zusätzlich mit der Bezeichnung „AH1“ ausgestattet. Die teilnehmenden Staaten haben sich verpflichtet, den Ausbaustandard der transnationalen Straßen zu erhöhen und für eine Verbindung wie den AH1 zu autobahnähnlichen Fernstraßen fortzuentwickeln.

## Japan

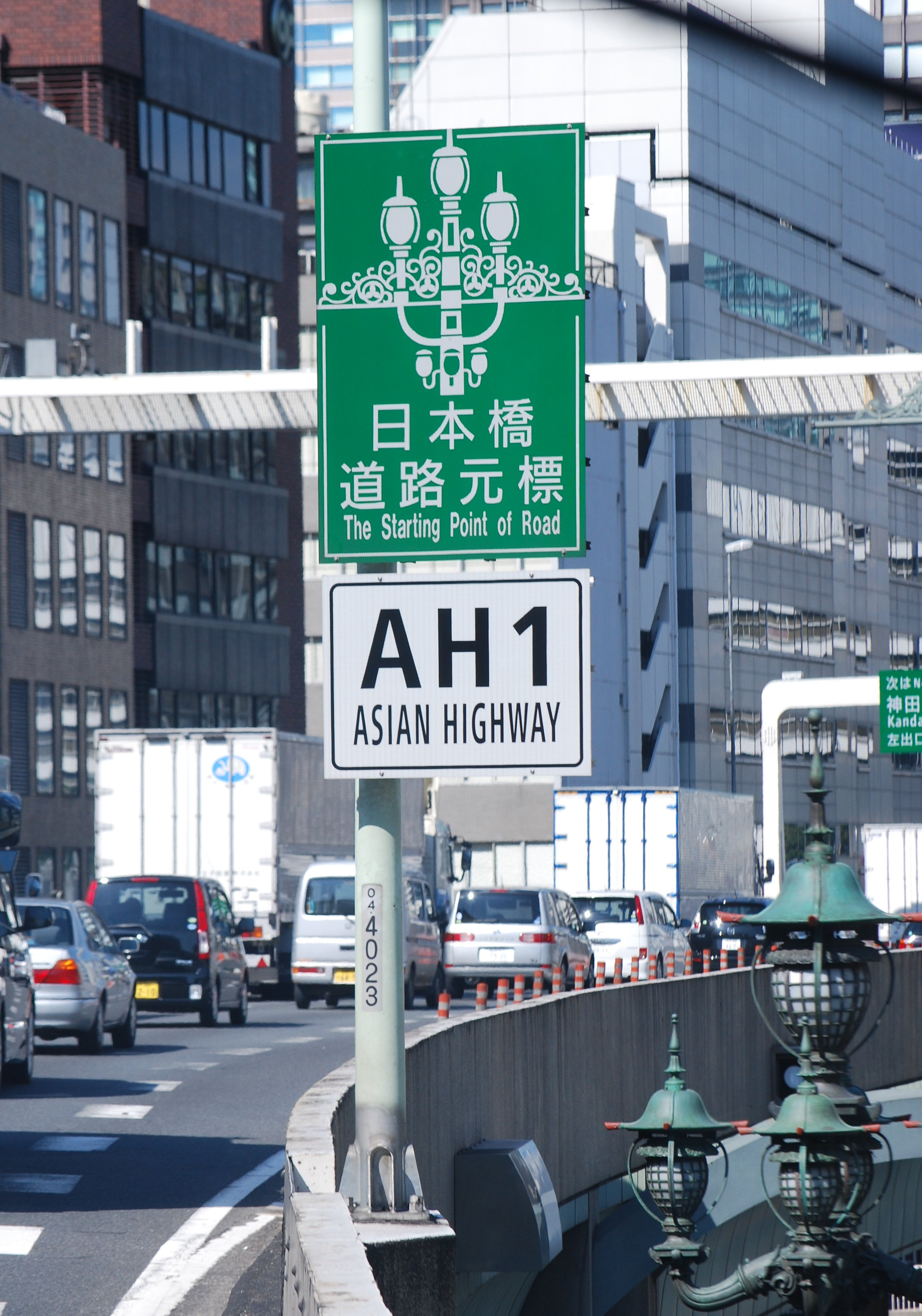
Beginn des Asian Highway AH1

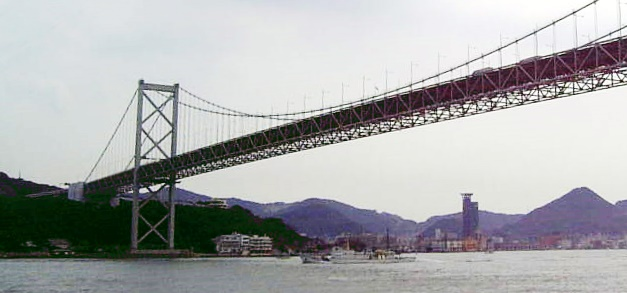
Kammon-Brücke

Mit der Ausweisung als AH1 seit November 2003 verläuft die Fernstraße in Japan über 1200 Kilometer entlang der folgenden (mautpflichtigen) Autobahnen:
- Stadtautobahn Tokio C1 (Innerer Ring) und 3 (Shibuya-Linie)
- Tōmei-Autobahn[4], von Tokyo nach Komaki
- Meishin-Autobahn, von Komaki über Kyōto nach Suita
- Chūgoku-Autobahn, von Suita nach Kōbe
- San’yō-Autobahn, von Kōbe über Hiroshima nach Yamaguchi
- Chūgoku-Autobahn, von Yamaguchi nach Shimonoseki
- Kammon-Autobahn (Kammon-Brücke), von Shimonoseki nach Kitakyūshū
- Kyūshū-Autobahn, von Kitakyūshū nach Fukuoka
- Fukuoka-Autobahn 4 und 1 in Fukuoka

Von Fukuoka führt die AH1 als Fährverbindung nach Busan in Südkorea – der vorgeschlagene Japan-Korea-Tunnel könnte eine Verbindung mit fester Fahrbahn ermöglichen.

## Südkorea

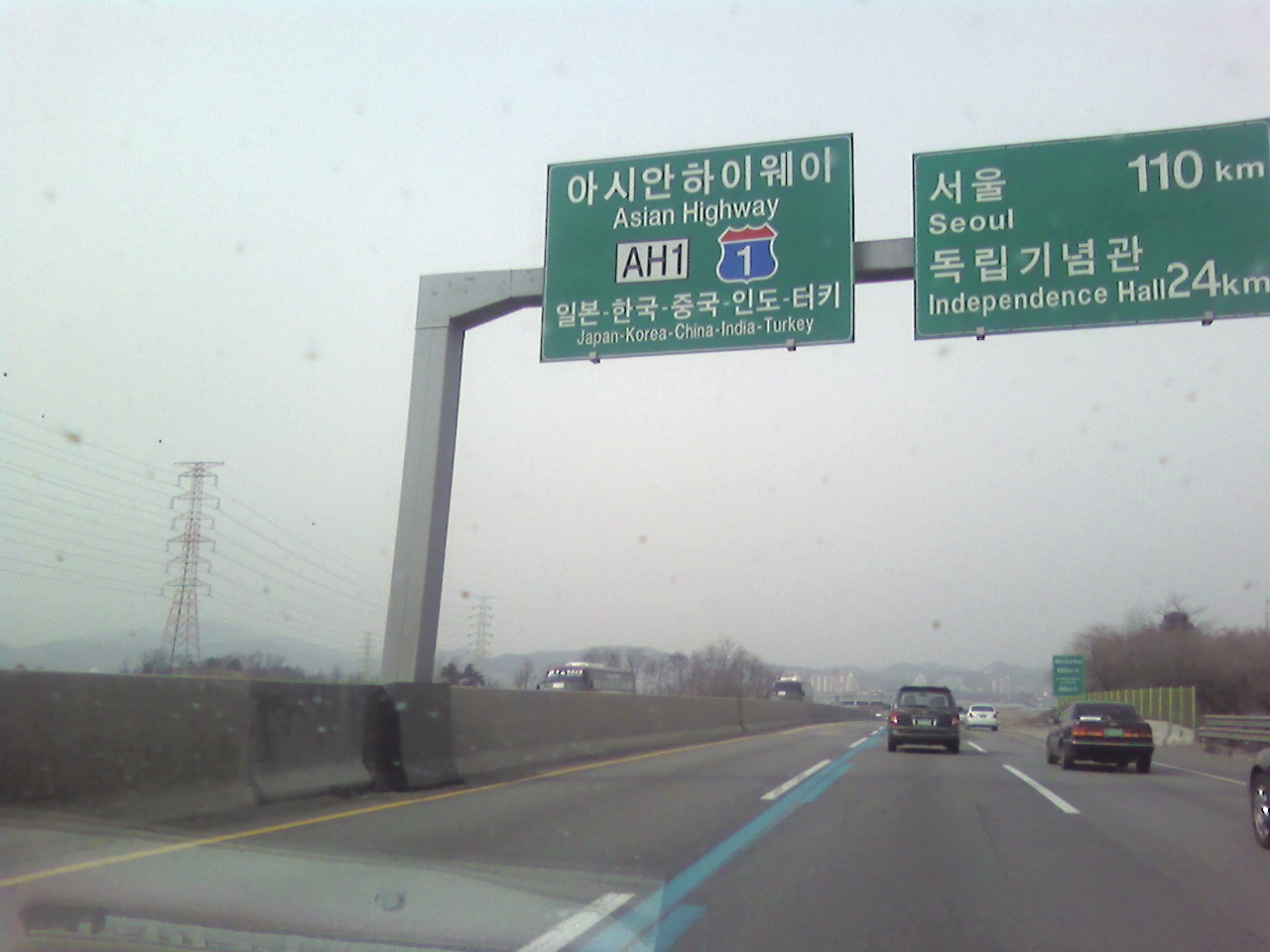
Gyeongbu-Autobahn integriert die Beschilderung für den AH1

Die AH1 folgte weitgehend der Gyeongbu-Autobahn:
- Fernstraße 1 der Gyeongbu-Autobahn von Busan zur Hannam-Brücke in Seoul
- Fernstraße 1 der Einheitsstraße von der Seongsan-Brücke in Seoul nach Panmunjeom in Paju, Gyeonggi-do.
- Grenze  Nordkorea

## Nordkorea
- Grenze  Südkorea

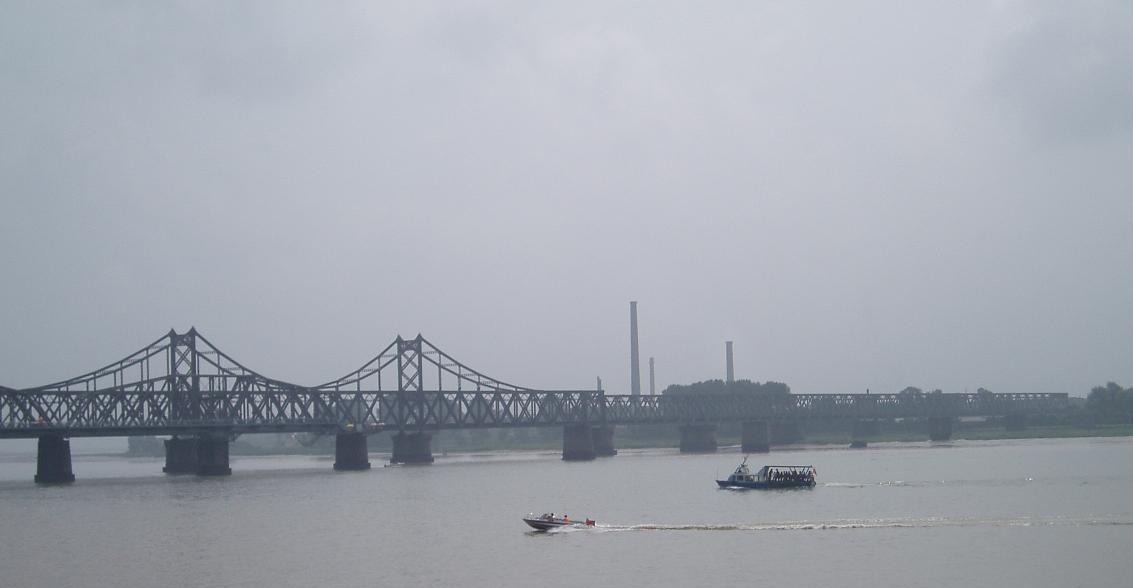
Brücke über den Fluss Yalu

P'anmunjǒm über Gaeseong und P'yǒngyang (Pjöngjang-Kaesŏng-Schnellstraße) nach Sinǔiju über die Pjöngjang-Sinŭiju-Schnellstraße
- Grenze  Volksrepublik China

## China
- Grenze  Nordkorea
- G304: Dandong – Shenyang
- G102: Shenyang – Peking
- S382: Peking – Shijiazhuang
- G107: Shijiazhuang – Zhengzhou
- G310: Zhengzhou – Xinyang – Wuhan
- G107: Wuhan – Changsha
- G322: Nanning – Youyiguan – Guangzhou – Xiangtan
  - der Abzweig G106 () führt hier von Guangzhou nach Shenzhen (anliegend zu Hongkong).

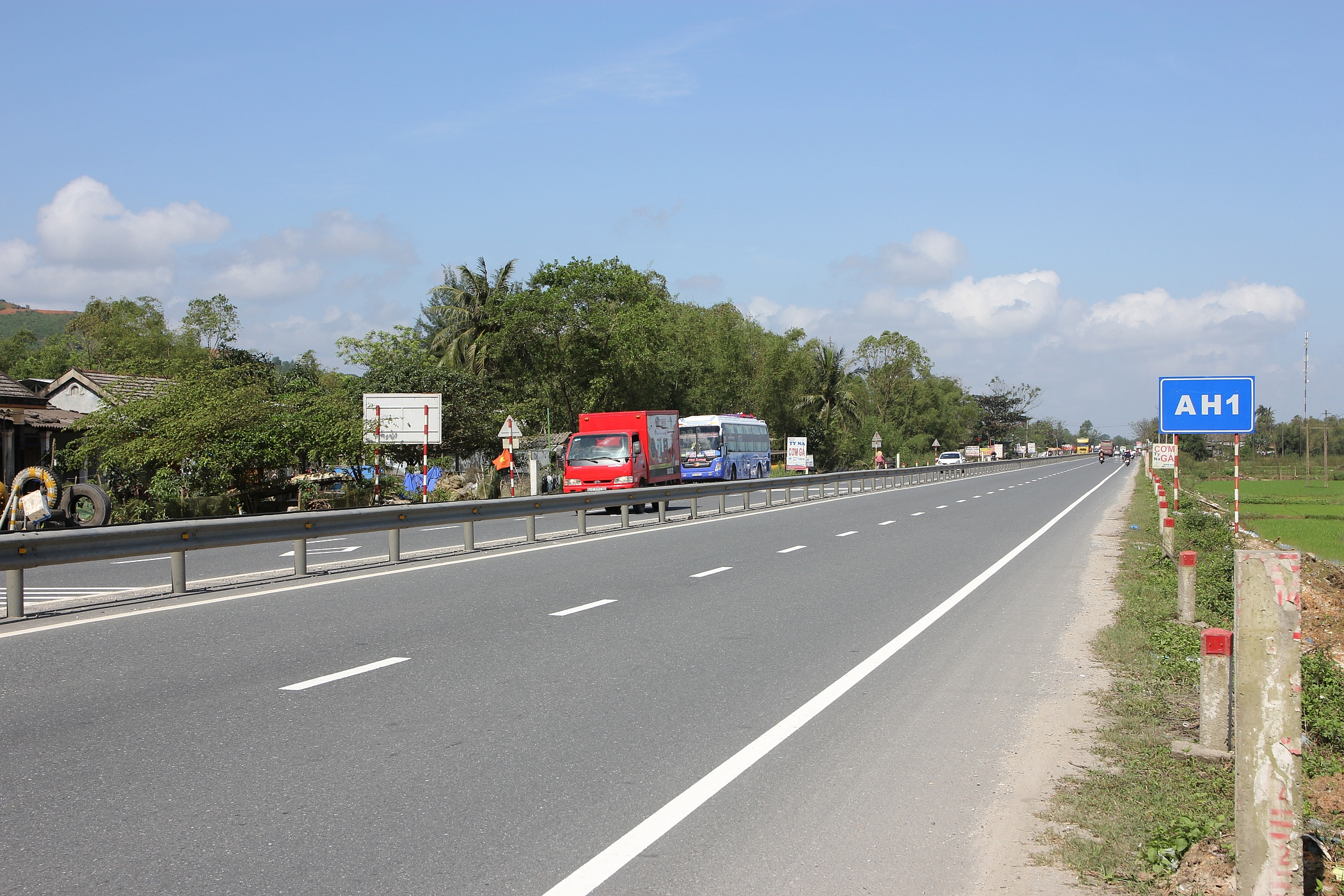
Asian Highway 1 / Nationalstraße 1 bei Phú Lộc in Vietnam

- Grenze  Vietnam

## Vietnam
- Grenze  Volksrepublik China
- Nationalstraße 1: Ho-Chi-Minh-Stadt – Biên Hòa – Nha Trang – Hội An – Đà Nẵng – Huế – Đông Hà – Dong Hoi – Vinh – Hanoi
- Fernstraße 22: Moc Bai – Ho Chi Minh City
- Fernstraße 279: Dong Dang – Huu Nghi
  - Fernstraße 51: Abzweig von Bien Hoa nach Vung Tau
- : Ho Chi Minh City–Moc Bai Expressway (im Bau)
- Grenze  Kambodscha

## Kambodscha
- Grenze  Vietnam

- Nationalstraße 1: Bavet – Phnom Penh
- Expressway 1: Bavet – Phnom Penh (im Bau)
- Nationalstraße 5: Phnom Penh – Poipet
- Expressway 6: Phnom Penh – Poipet (geplant)
- Grenze  Thailand

## Thailand
- Grenze  Kambodscha

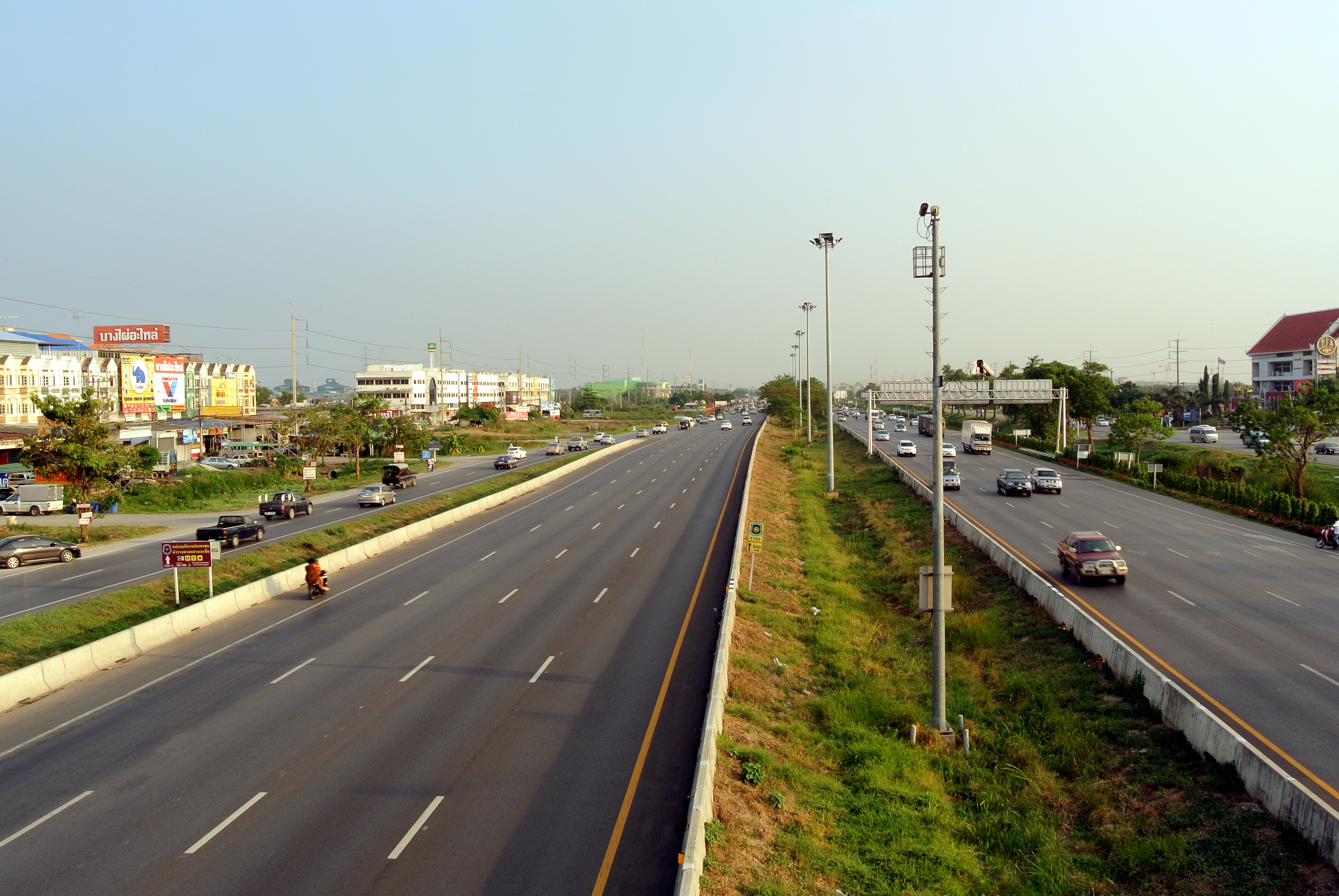
AH1, AH2 und Thailand Route 32 in Ayutthaya

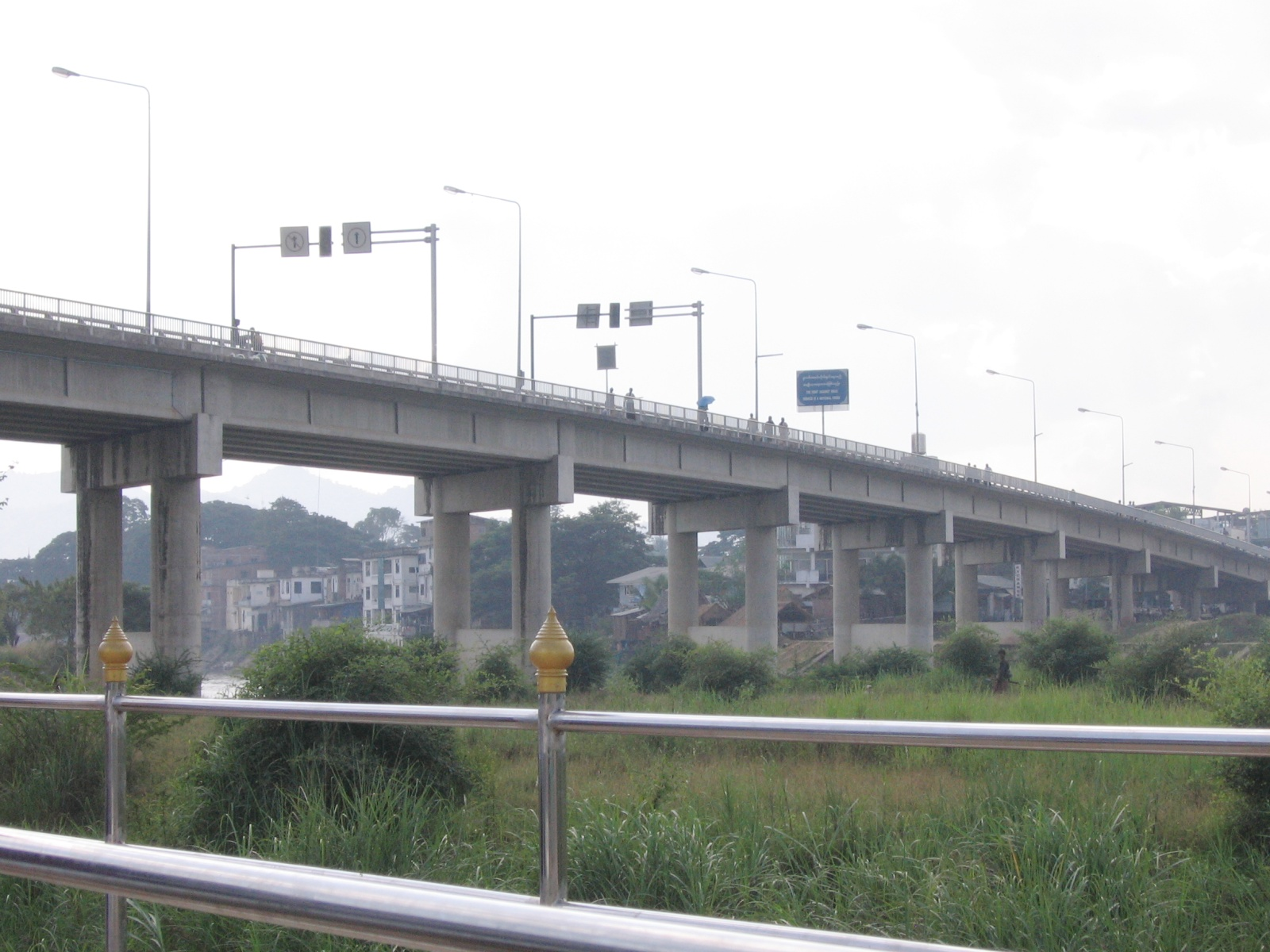
Thai Myanmar Freundschaftsbrücke

- Thai Highway 33: Aranyaprathet (Provinz Sa Kaeo) – Nakhon Nayok – Hin Kong (Landkreis Nong Khae, Provinz Saraburi)
- Thanon Phahonyothin: Hin Kong (Landkreis Nong Khae, Provinz Saraburi) – Bang Pa In
  -  Thanon Phahonyothin: Abzweig von Bang Pa In nach Bangkok
- Thai Highway 32: Bang Pa In – Chai Nat
- Thanon Phahonyothin: Chai Nat – Nakhon Sawan – Tak
- Thai Highway 105 Tak – Mae Sot
- Grenze  Myanmar

## Myanmar
- Grenze  Thailand
- Fernstraße 85  Myawaddy – Thaton
- Fernstraße 8  Thaton – Bago
- Fernstraße 1  Bago – Naypyidaw
- Yangon-Mandalay Expressway  Naypyidaw – Mandalay
- Fernstraße 7  Mandalay – Tamu
- Grenze  Indien

## Indien
- Grenze  Myanmar
- Moreh – Imphal – Kohima – Dimapur
- Dimapur – Nagaon
- Nagaon – Numaligarh – Jorabat
  -   Abzweig von Jorabat nach Guwahati
- Jorabat – Shillong – Dawki
- Grenze  Bangladesch

## Bangladesch
- Grenze  Indien
- N2 Tamabil – Sylhet – Katchpur – Dhaka
- N4 Dhaka – Tangail
- N405 Tangail – Kamarkhanda
- N704 Kamarkhanda – Jessore
- N706 Jessore – Benapole[5]
- Grenze  Indien

## Indien
- Grenze  Bangladesch
- Petrapole – Barasat
- Barasat – Kolkata
- Kolkata – Barhi – Kanpur – Agra – New Delhi
- New Delhi – Attari
- Grenze  Pakistan

## Pakistan
- Grenze  Indien
- Wagah – Lahore
- M-2: Lahore – Islamabad

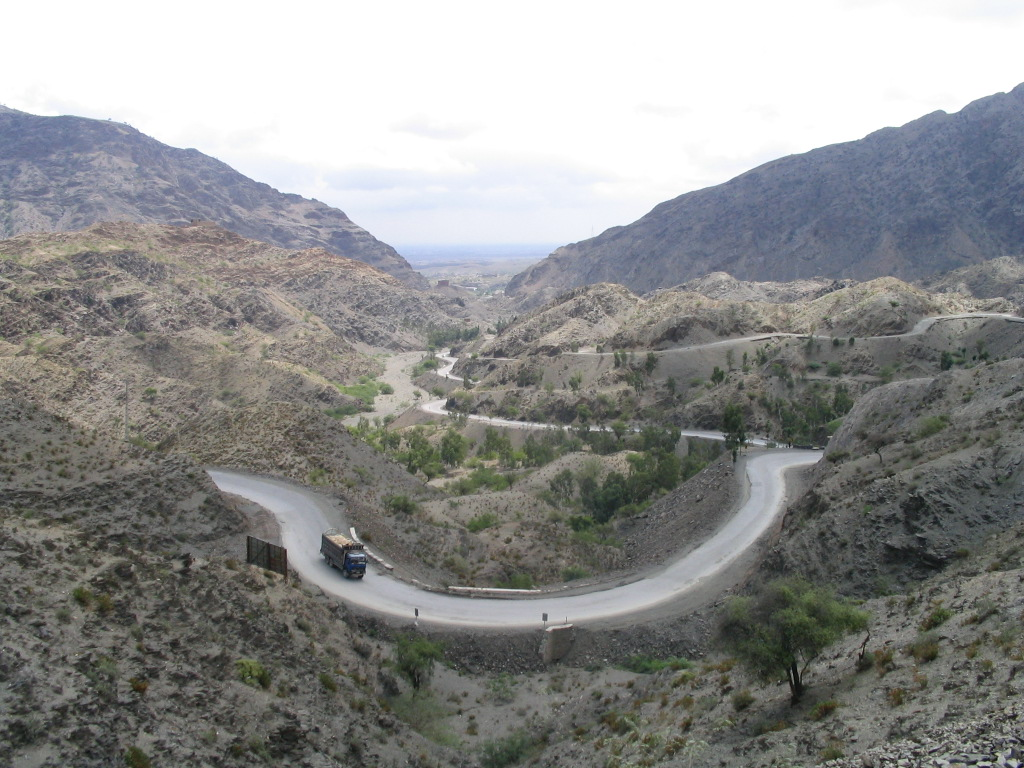
Khyber Pass

- M-1: Islamabad – Peschawar
- N-5: Peschawar – Torcham
- Khyber Pass
- Grenze  Afghanistan

## Afghanistan
- Grenze  Pakistan
- Khyber Pass
- A01 Torkham – Dschalalabad – Kabul – Kandahar – Dilaram – Herat – Islam Qala
- Grenze  Iran

## Iran
- Grenze  Afghanistan
- A101 A78-2- 13: Road 22: Dogharun – Sang Bast – Maschhad
- A78- 2 Road 44: Maschhad – Eman Taqi
- A83- 6: Eman Taqi – Sabzevar – Damghan – Semnan – Teheran
- A01- 4-Freeway 2: Teheran
- A01- 4-5: Qazvin
- A01- 4: Täbris – Eyvoghli – Bazargan
- Grenze  Türkei

## Türkei und Verbindung zur Europastraße80

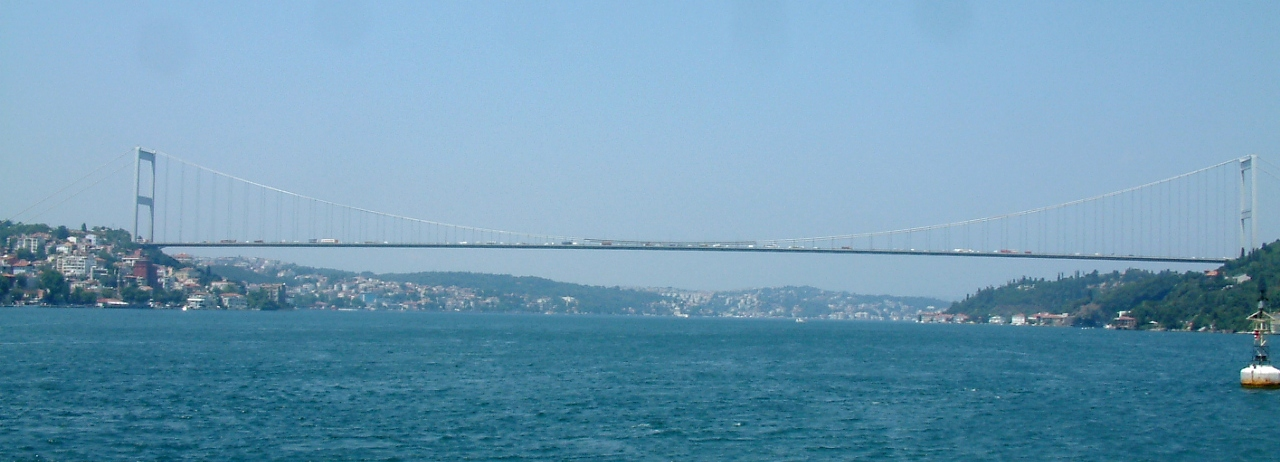
Fatih-Sultan-Mehmet-Brücke

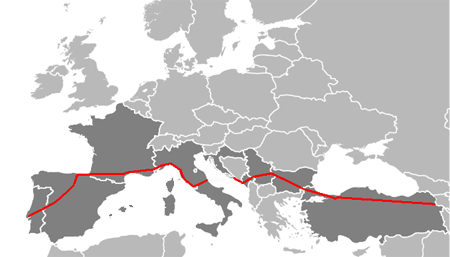
Europastraße 80 in Südeuropa und der Türkei

- Grenze  Iran
- Europastraße 80 / Fernstraße 100 Gürbulak – Doğubeyazıt – Aşkale – Refahiye – Sivas
- Europastraße 88 / Fernstraße 100 Sivas – Ankara
- Europastraße 89 /  Autobahn O-4 Ankara – Gerede – İstanbul
- Europastraße 80 /  Autobahn O-2 Istanbul – Fatih-Sultan-Mehmet-Brücke
- Europastraße 80 /  Autobahn O-3 Istanbul – Edirne
- Europastraße 80 / Fernstraße 100 Edirne – Kapıkule
- Grenze  Bulgarien

Die Strecke der AH1 ist in der Türkei zusätzlich als Europastraße 80 ausgezeichnet – diese Verbindung führt ab der Grenze mit Bulgarien bei Kapitan Andreevo/Kapıkule nach Sofia, von dort weiter nach Priština, Dubrovnik, Pescara, Rom, Genua, Nizza, Toulouse, Burgos, Salamanca bis nach Lissabon.

## Medien
- fernOst – Von Berlin nach Tokio – Roadtrip entlang des Asian Highway 1, eine Arte/RBB Koproduktion.